# Sal da Vinci
 (octobre 2020).
Si vous disposez d'ouvrages ou d'articles de référence ou si vous connaissez des sites web de qualité traitant du thème abordé ici, merci de compléter l'article en donnant les références utiles à sa vérifiabilité et en les liant à la section « Notes et références ».
Salvatore Michael Sorrentino, dit Sal da Vinci, né le 7 avril 1969 à New York, est un chanteur et acteur italien.

## Biographie
En 2009, Sal da Vinci fait partie des trois finalistes au festival de la chanson de Sanremo.

## Album
- Sal Da Vinci  (1994)
- Un Pó di Noi (1996)
- Solo (1998)
- Anime Napolitane (2005)
- Canto per Amore (2008)
- Non Riesco a Farti Innamorare (2009)
- Il Mercante di Stelle (2010)
- È Cosí Che Gira il Mondo (2012)
- Se Amore È (2014)